# Breitkopf & Härtel
Breitkopf & Härtel es la casa de edición musical más antigua de Alemania.

## Historia
Fundada en 1719 en Leipzig por Bernhard Christoph Breitkopf (1695-1777), el catálogo actual contiene más de 1000 compositores, 8000 obras y 15 000 ediciones de música o libros acerca de música. 
Al inicio se dedicó exclusivamente a la impresión, después se trasladó al hotel "Zum Goldenen Bären" (El oso de oro), que estaba cerca de las iglesias de Santo Tomás y San Nicolás. En el logotipo de la compañía se alude a este antiguo domicilio.
"Härtel" fue añadido cuando Gottfried Christoph Härtel (1763-1827) se hizo cargo de la compañía en 1795. 
En 1807 G. Chr. Härtel comenzó a fabricar pianos, labor que culminó en 1870. 
Los pianos Breitkopf fueron muy estimados en el siglo XIX por pianistas como Franz Liszt y Clara Schumann.
La compañía ha apoyado constantemente a los compositores contemporáneos y trabajó en estrecha colaboración editorial con Beethoven, Joseph Haydn, Felix Mendelssohn, Robert Schumann, Liszt, Richard Wagner y Brahms. Esta tradición prosigue hasta hoy, y compositores como Nicolaus Huber, Helmut Lachenmann, Udo Zimmermann iluminan el catálogo Breitkopf.
Con el Allgemeine Musikalische Zeitung (periódico general de música) (1797-1848), dirigido por Johann Friedrich Rochlitz, apareció la primera revista musical alemana que fue editada por Breitkopf & Härtel.